# 北川圭一
北川 圭一（きたがわ けいいち、1967年3月24日 - ）は、京都府京都市出身のオートバイ・ロードレースライダー。

## 戦績
- 1986年 - 18歳でレースデビュー
- 1990年 - 国際A級昇格、TT-F1参戦
- 1991年 - 全日本ロードレース選手権TT-F1ランキング8位

鈴鹿8時間耐久ロードレース4位（鶴田竜二／ZXR750R）
- 1992年 - 全日本ロードレース選手権TT-F1ランキング2位（西仙台ハイランドで初優勝）

鈴鹿8時間耐久ロードレース8位（トレバー・クルークス／ZXR750R）
- 1993年 - 全日本ロードレース選手権TT-F1チャンピオン（カワサキワークス入り）

鈴鹿8時間耐久ロードレース5位（塚本昭一／ZXR-7）
スーパーバイク世界選手権日本大会2位
- 1994年 - 全日本ロードレース選手権スーパーバイクランキング3位

鈴鹿8時間耐久ロードレース5位（塚本昭一／ZXR750R）
- 1995年 - 全日本ロードレース選手権スーパーバイクランキング7位
- 1996年 - 全日本ロードレース選手権スーパーバイクランキング4位（スズキワークスへ移籍）

鈴鹿8時間耐久ロードレース6位（藤原克昭／GSX-R750）
- 1997年 - 全日本ロードレース選手権スーパーバイクランキング7位
- 1998年 - 全日本ロードレース選手権スーパーバイクランキング2位

鈴鹿8時間耐久ロードレース11位（梁明／チームスズキ／GSX-R750）S-NKチャンピオン（7勝:筑波、
スーパーバイク世界選手権日本大会優勝
- 1999年 - 全日本ロードレース選手権スーパーバイクランキング3位（1勝:筑波／チームスズキ／GSX-R750）

鈴鹿8時間耐久ロードレースリタイヤ（梁明／チームスズキ／GSX-R750）
- 2000年 - 全日本ロードレース選手権スーパーバイクランキング8位（チームスズキ／GSX-R750）

鈴鹿8時間耐久ロードレース2位（梁明／チームスズキ／GSX-R750）
- 2001年 - 全日本ロードレース選手権スーパーバイク8位、S-NKチャンピオン（7勝:筑波、鈴鹿×3、SUGO×2、TI／ケンツJトラスト／GSX-R1000）

鈴鹿8時間耐久ロードレース5位（新垣敏之、戸田隆／ケンツＪトラスト／GSX-R1000）
X-フォーミュラークラス優勝。9戦中7勝にてX-フォーミュラークラスチャンピオン
- 2002年 - 全日本ロードレース選手権プロトクラス（ケンツJトラスト&MOJO／GSX-R1000）

鈴鹿8時間耐久ロードレースプロトタイプ参戦（沼田憲保／ケンツＪトラスト&MOJO／GSX-R1000）
- 2003年 - 全日本ロードレース選手権JSB1000チャンピオン（5勝:鈴鹿×2、筑波、もてぎ、SUGO、TI／ケンツJトラストモジョウエストGSX-R1000）

鈴鹿8時間耐久ロードレース40位（藤原克昭／ケンツJトラストMOJOスズキ／GSX-R1000）
- 2004年 - 全日本ロードレース選手権JSB1000ランキング10位（ケンツ・モチュール・スズキ／GSX-R1000）

鈴鹿8時間耐久ロードレースリタイヤ（藤原克昭／アート0123・ケンツ・モチュール・スズキ・ジーゾックス／GSX-R1000）
ル・マン24時間耐久ロードレース優勝
ボルドール24時間耐久ロードレース優勝
- 2005年 - 世界耐久選手権チャンピオン（4勝:アッセン500km（オランダ）、アルバセテ8時間（スペイン）、オーシャスレーベン24時間（ドイツ）、バレルンガ200マイル（イタリア）／バンサン・フィリップ（全戦）、マシュー・ラグリブ（24時間レース出場）／カストロール・スズキ／GSX-R1000）

鈴鹿8時間耐久ロードレース7位（バンサン・フィリップ、マチュー・ラグリブ／カストロール・ザ0123・スズキ／GSX-R1000）
ル・マン24時間耐久ロードレース2位
ボルドール24時間耐久ロードレース優勝
- 2006年 - 世界耐久選手権チャンピオン

この年限りでの引退を公表。